# Marienheim Wiener Neustadt

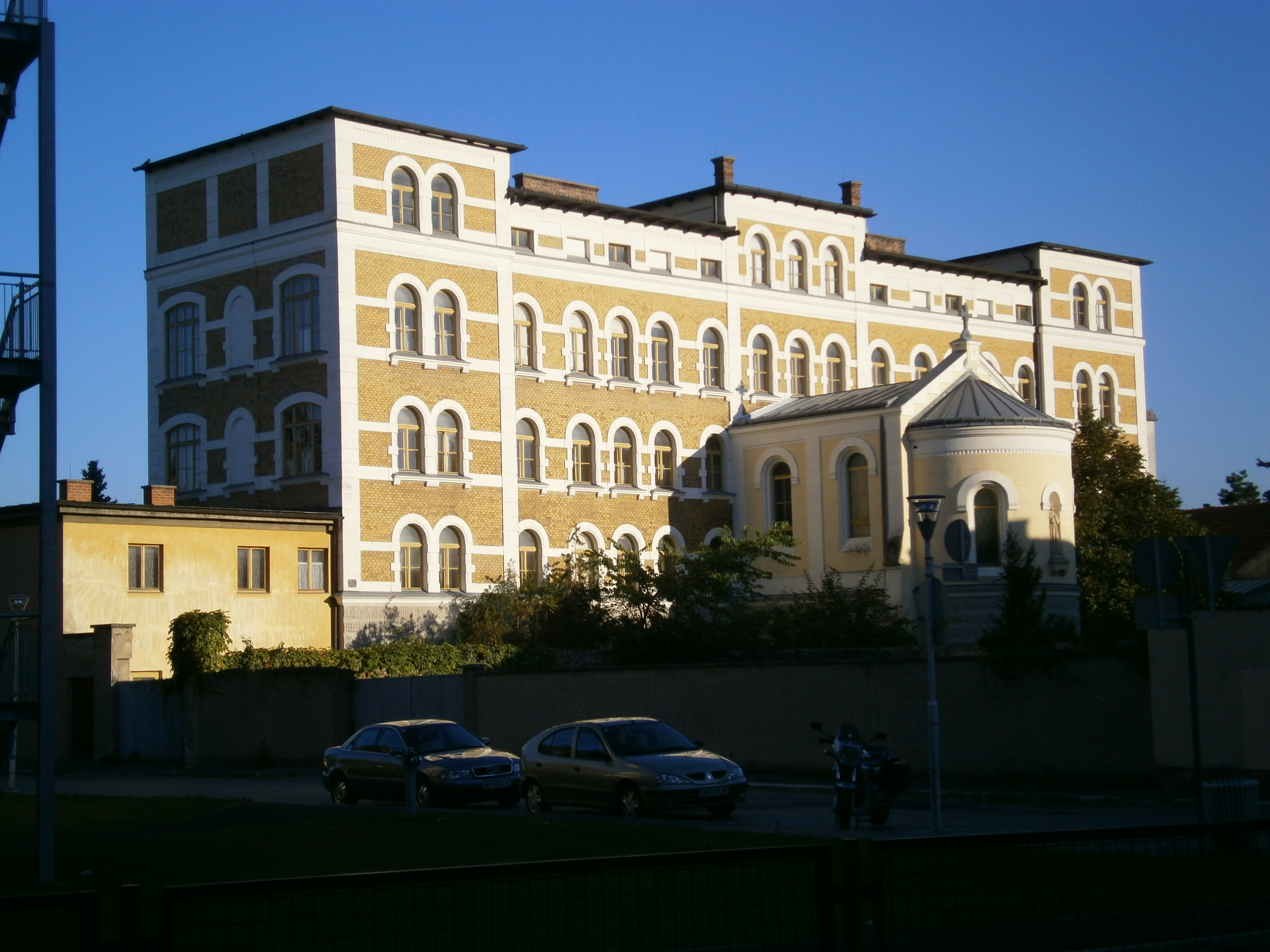
Marienheim mit vorgestellter Kapelle (2011)

Das Marienheim Wiener Neustadt war ein Altersheim der Franziskanerinnen von der christlichen Liebe in der Stadt Wiener Neustadt in Niederösterreich. Das ehemalige Klostergebäude steht unter Denkmalschutz. 
Seit 2017 wird das Pflegeheim von der Marienhof Wohngemeinschaften GmbH in einem Neubau in der Komarigasse 8 weitergeführt.

## Geschichte
Barmherzigen Schwestern des III. Ordens des hl. Franziskus übernahmen 1882 die Krankenpflege im Bürgerspital der Stadt und pflegten von 1889 bis 1978 auch im Krankenhaus Wiener Neustadt. In unmittelbarer Nähe des Krankenhauses errichtete der Orden 1904 das Marienheim als Altersheim.

## Architektur
Der hofseitig situierte, langgestreckte, dreieinhalbgeschoßige Bau mit drei viergeschoßigen Risaliten hat an der Hauptfassade mit Sichtziegelmauerwerk eng stehende und teils gekoppelte Rundbogenfenster. Gliederungselemente der Fassade wie die Eckquaderung, Lisenen, Gesimse und Fensterrahmungen sind glatt verputzt. An den Mittelrisalit ist zwei Geschoße hoch die Klosterkapelle hl. Franziskus, ein rechteckiger Bau mit einer Halbkreisapsis und einem flachen Satteldach, angebaut.